# Calochortus concolor
Calochortus concolor är en liljeväxtart som först beskrevs av John Gilbert Baker, och fick sitt nu gällande namn av Carlton Elmer Purdy och Liberty Hyde Bailey. Calochortus concolor ingår i släktet Calochortus och familjen liljeväxter. Inga underarter finns listade.